# تیساسیگت
تیساسیگت (به مجاری:  Tiszasziget) یک منطقهٔ مسکونی در مجارستان است که در تونگراد واقع شده‌است. تیساسیگت ۲۶٫۸۹ کیلومتر مربع مساحت و ۱٬۷۱۴ نفر جمعیت دارد.